# Carronbank
Carronbank ist eine Villa in der schottischen Kleinstadt Stonehaven in der Council Area Aberdeenshire. 1972 wurde das Bauwerk in die schottischen Denkmallisten in der höchsten Denkmalkategorie A aufgenommen.

## Geschichte
Der Entwurf der Villa wird dem schottischen Architekten John Smith zugeschrieben. Sie wurde im Jahre 1836 fertiggestellt und zählt zu den ältesten der Plansiedlung. Möglicherweise wies Carronbank ursprünglich einen U-förmigen Grundriss auf. Zumindest ist bekannt, dass das Gebäude im Laufe der Jahre mehrfach in kleinem Umfang umgestaltet wurde. Um 1900 lebte Euphemia Bannerman, Schwester des späteren Premierministers Henry Campbell-Bannerman, in Carronbank. 1923 bewohnte der Solicitor J. B. Cunningham die Villa.

## Beschreibung
Carronbank steht am Ende der Cameron Street über dem linken Ufer des Carron Waters. Das einstöckige Gebäude ist schlicht klassizistisch ausgestaltet. Seine Fassaden sind mit Harl verputzt, wobei Natursteineinfassungen abgesetzt sind. Die nordostexponierte Hauptfassade ist drei Achsen weit. Mittig tritt ein mit hölzernen Säulen und Pilastern verziertes Vordach heraus. Die Eingangstür schließt mit einem Kämpferfenster. Auf Konsolen gelagerte Gesimse bekrönen die flankierenden Fenster. Aus der Südostfassade tritt eine gerundete Auslucht mit drei hohen Fenstern heraus. Die rückwärtige Fassade ist mit Terrasse und Pavillon ausgeführt. Möglicherweise handelt es sich hierbei um spätere Anbauten. Die abschließenden Walmdächer sind mit grauem Schiefer eingedeckt.